# Рієско
Острів Рієско (ісп. Isla Riesco, англ. Riesco Island) — острів, розташований у Тихому океані, біля південних берегів Південної Америки, адміністративно належить до регіону Магальянес і Чилійська Антарктика, Чилі. Названий на честь чотирнадцятого президента Чилі — Германа Рієско.

## Географія
Острів знаходиться у південних широтах Тихого океану, в провінції Магальянес, у регіоні Магальянес і Чилійська Антарктика, біля південної материкової частини чилійського узбережжя, та відділений від нього: на південному заході та заході від півострова Муньос-Гамеро звивистою довгою, вузькою протокою (0,3-3 км); на північному заході та півночі — затокою Скирін; на північному сході, від материка — вузькою 20-ти кілометровою протокою Канал Фіц Рой (0,3-2 км); на сході та південному сході, від півострова Брансвік — затокою Отвей, яка на півдні переходить у вузьку, звивисту протоку (1-4 км), яка з'єднується з Магеллановою протокою; на півдні омивається Магеллановою протокою, яка відділяє острови Святої Інеси та Жакес. Протяжність острова з північного сходу на південний захід понад 120 км, при максимальній ширині 75 км. Має площу — 5110 км² (4-тє місце у Чилі та 115-те в світі). Найбільша висота, гора Сьєрро-Ладріллеро, 1705 м (123-ме місце серед ультра-піків Південної Америки). Острів материкового походження, являє собою затоплену частину Берегових Кордильєр зі слідами льодовикового впливу, з крутими берегами, які в південній частині острова дуже порізані фіордами.
На острові розташовано декілька льодовиків. У західній частині розташовується національний заповідник — «Reserva Nacional Alacalufes», що є останнім пристановищем у дикій природі південноандського оленя.

## Населення
Населення острова Рієско у 2002 році становило 156 осіб. Основними жителями острова є індіанці племені алакалуфи.

## Економіка
На острові Рієско розташовані найбільші запаси кам'яного вугілля в Чилі, за оцінками розвідані запаси становлять понад 280 мільйонів тонн, і 670 мільйонів тонн перспективних. Запаси зосереджені в трьох родовищах: Ріо-Едуардо, Олена і Естанція Інверн.
Головний напрямок господарської діяльності — вівчарство, що продиктовано природними особливостями острова. З сільськогосподарських культур вирощується рис.

## Біорізноманіття
Острів славиться своїм біорізноманіттям. Велика різноманітність наземних та морських екосистем співіснує в природному ландшафті, що дозволяє уживатися видам, що тут мешкають. Також на острові ростуть тисячолітні ліси; розташовані гірські хребти, озера (найбільше озеро Рієско), фіорди, долини, льодовики та болота, що дозволяють вижити в природному середовищі цим видам. На острові є також різноманіття пернатих, серед яких є райондитос, рибалка Мартіна, блідо-сангрінський сокіл, качани та інші.